# Centenario (Uruguay)
Centenario ist eine Ortschaft in Uruguay.

## Geographie
Sie befindet sich im nördlichen Teil des Departamento Durazno in dessen Sektor 11. Sie liegt dabei nördlich der Städte Durazno und Carlos Reyles, mit denen sie über die Ruta 5 verbunden ist. In westsüdwestlicher Richtung ist Baygorria gelegen. Centenario grenzt im Norden an das linksseitige Ufer des dort aus nördlicher Richtung kommend eine Biegung von ca. 90 Grad nach Westen vollziehenden Río Negro. Am gegenüberliegenden Ufer ist die Stadt Paso de los Toros gelegen.

## Wirtschaft und Infrastruktur
Westlich des Ortskern befindet sich ein Zellstoffwerk.
Östlich am Ort vorbei führt die Ruta 5, deren Brückenquerung des Río Negro Centenario mit Paso de los Toros verbindet. In Centenario findet sich mit der Escuela N° 39 "Fructuoso Rivera" auch eine Schule.

## Einwohner
Centenario hatte bei der Volkszählung im Jahr 2011 1.136 Einwohner, davon 564 männliche und 572 weibliche.
| Jahr | Einwohner |
| ---- | --------- |
| 1963 | 826       |
| 1975 | 940       |
| 1985 | 880       |
| 1996 | 913       |
| 2004 | 1.038     |
| 2011 | 1.138     |

Quelle: Instituto Nacional de Estadística de Uruguay